# Port lotniczy Chingozi
Port lotniczy Chingozi (port. Aeroporto Chingozi, IATA: TET, ICAO: FQTT) – port lotniczy zlokalizowany w Tete, w Mozambiku.

## Linie lotnicze i połączenia
| Linia Lotnicza          | Kierunek                                                               |
| ----------------------- | ---------------------------------------------------------------------- |
| Airlink                 | 1. Johannesburg                                                        |
| LAM Mozambique Airlines | 1. Beira 2. Johannesburg 3. Lichinga 4. Maputo 5. Nampula 6. Quelimane |
| Moçambique Expresso     | 1. Maputo                                                              |